# BMW R 1200 GS
BMW R 1200 GS – niemiecki motocykl typu turystyczne enduro produkowany przez BMW od 2004 roku.

## Dane techniczne/Osiągi
Silnik: bokser 2
Pojemność silnika: 1170 cm³
Moc maksymalna: 125 KM/7750 obr./min
Maksymalny moment obrotowy: 120 Nm/6000 obr./min
Prędkość maksymalna: 215 km/h 

Przyspieszenie 0–100 km/h: 3,7 s